# 楔状软骨
楔状軟骨（cuneiform cartilages；cunei- 源於拉丁語：cunei(楔形)；亦稱為里斯伯格軟骨、楔形軟骨；楔 (cuneiform)/xiē（ㄒㄧㄝˉ））在人類喉部中是兩個小而細長的黃色彈性軟骨片，位於杓狀會厭襞的兩側。
楔状軟骨是配對的軟骨，坐於杓狀軟骨之上並與之一起移動。且位於小角軟骨的前上方，並且這兩對軟骨（楔状軟骨及小角軟骨）的存在導致黏膜表面上的小凸起。楔状軟骨由杓狀會厭襞所覆蓋，楔状軟骨形成喉入口的側面，而小角軟骨形成後側面，會厭軟骨位於前面。
楔状軟骨的功能是支持聲帶和會厭軟骨的側面。他們還為嵌入的褶皺襞帶提供了一定程度的堅實性。

## 附加圖片
- 喉部軟骨的後視圖
- 喉部肌肉的後視圖

## 外部連接
- Cuneiform cartilage （页面存档备份，存于）
- YouTube上的Larynx-Cartilages-3D Anatomy Tutorial
- 楔状軟骨(cuneiform cartilages) （页面存档备份，存于）